# Гусейнов, Мушфиг
Мушфиг Гусейнов (азерб. Müşfiq Hüseynov; 14 февраля 1970, Агдам) — советский и азербайджанский футболист, нападающий. Выступал за сборную Азербайджана. Рекордсмен «Карабаха» по количеству забитых мячей в чемпионате Азербайджана — 109. Всего в чемпионате Азербайджана забил 125 мячей.

## Биография
Воспитанник ДЮСШ города Агдам. В начале карьеры выступал за местный «Карабах» во второй и второй низшей лигах первенства СССР. В 1990 году стал победителем зонального турнира второй низшей лиги. Весной 1992 года сыграл 4 матча во второй лиге России за петербургский «Смена-Сатурн».
С 1992 года играл за «Карабах» в чемпионате Азербайджана. В 1993 году стал чемпионом и обладателем Кубка Азербайджана, в сезонах 1993/94 и 1996/97 — серебряным призёром чемпионата, в 1996 и 1998 годах — финалистом Кубка. Неоднократно забивал более 10 голов за сезон, лучший результат — 17 голов в сезоне 1993/94.
В сезоне 1999/00 выступал за «Кяпаз», а в сезоне 2000/01 — за бакинский «Нефтчи», с обоими клубами становился вице-чемпионом Азербайджана. В составе «Кяпаза» также стал обладателем Кубка страны.
В 2001—2003 годах играл в Иране.
В конце карьеры снова выступал за «Карабах», с которым стал бронзовым призёром чемпионата 2003/04 годов и обладателем национального Кубка 2006 года. Один сезон в конце карьеры провёл в клубе «МКТ-Араз» (Имишли).
Всего в чемпионатах Азербайджана забил 125 голов. По состоянию на 2019 год занимает второе место по числу голов в лиге за всю историю.
Привлекался в национальную сборную Азербайджана, но сыграл за неё только два матча. Дебютный матч провёл 2 сентября 1994 года против Молдавии, выйдя на замену в перерыве вместо Назима Сулейманова. Второй матч сыграл спустя год, 6 сентября 1995 года против Франции, вышел на замену на 74-й минуте вместо Владислава Кадырова, азербайджанцы в этой игре потерпели самое сокрушительное поражение в своей истории, 0:10.
После окончания игровой карьеры вошёл в тренерский штаб «Карабаха», где работает более 10 лет. Принимает участие в матчах ветеранов.